# سجن كوبر
سجن كوبر هو من أقدم السجون في السودان، يعود تاريخ افتتاحه إلى عام 1903، حيث شيده الإنجليز في فترة احتلالهم للبلاد، وأطلق عليه اسم كوبر نسبة للجنرال الإنجليزي كوبر الذي تولى مهام إدارة السجن.
منذ تأسيس كان يتبع للحكومة الاتحادية، وفي العهد البريطاني كان مدير السجن يعرف بالحكمدار، وبعد الاستقلال تولى إدارة السجن أول مدير سوداني الحكمدار مصطفى سعيد في الفترة من 1935 إلى 1954 ثم تغير اسم الحكمدار إلى عميد السجن، أما آخر المديرين الذين تولوا إدارة السجن فهو عميد شرطة أحمد دفع الله. ويتكون السجن من 6 أقسام، واشتهر بكونه المعتقل الذي يزج به معتقلو الرأي والسياسيون.

## المساحة
تبلغ مساحة السجن 5 آلاف متر مربع وتم تصميمه على شكل هندسي يحاكي سجون بريطانيا.

## الموقع
يقع في مدينة بحري في حي كوبر بالقرب من النيل الأزرق وجوار سلاح الإشارة.